# جيرماريو دافيدسون
جيرماريو دافيدسون (بالإنجليزية: Jermareo Davidson)‏ مواليد 15 نوفمبر 1984 في أتلانتا، هو لاعب كرة سلة محترف أمريكي بدأ مسيرته الاحترافية في سنة 2007 حيث تم اختياره من قبل فريق غولدن ستايت ووريورز خلال الدرافت،. يبلغ طوله 6 قدم 10 بوصة (2.1 م).

## فرق لعب لها
- شارلوت هورنتس
- غولدن ستايت ووريورز
- سكايلاينرز فرانكفورت

## إحصائيات المسيرة

### إن بي إيه
| السنة   | الفريق              | لعب | بدأ | دقيقة | ميداني% | ثلاثية | حرة  | ارتداد | صنع | استلاب | تصدي | نقطة |
| ------- | ------------------- | --- | --- | ----- | ------- | ------ | ---- | ------ | --- | ------ | ---- | ---- |
| 2007–08 | شارلوت هورنتس       | 38  | 2   | 8.5   | .408    | .000   | .643 | 1.6    | .3  | .2     | .4   | 3.2  |
| 2008–09 | غولدن ستايت ووريورز | 14  | 0   | 7.9   | .486    | .000   | .471 | 2.4    | .1  | .1     | .2   | 3.0  |
| المسيرة |                     | 52  | 2   | 8.3   | .425    | .000   | .578 | 1.8    | .3  | .2     | .3   | 3.1  |

## روابط خارجية
- جيرماريو دافيدسون على موقع إن بي أي (الإنجليزية)
- جيرماريو دافيدسون على موقع سبورتس رفرنس (الإنجليزية)
- جيرماريو دافيدسون على موقع كرة السلة الأوروبية.كوم (الإنجليزية)
- جيرماريو دافيدسون على موقع كلية كرة السلة في سبورتس رفرنس.كوم (الإنجليزية)
- جيرماريو دافيدسون على موقع ريلجم (الإنجليزية)
- جيرماريو دافيدسون على موقع بروبوليرز (الإنجليزية)
- جيرماريو دافيدسون على موقع سبورتس رفرنس (الإنجليزية)
- جيرماريو دافيدسون على موقع سبورتس رفرنس (الإنجليزية)